# Бартибас, Венансио
Вена́нсио Бартиба́с (исп. Venancio Bartibás; 18 мая 1906, Монтевидео — июль 1977, Монтевидео) — уругвайский футболист, нападающий. Олимпийский чемпион 1928 года, На клубном уровне выступал за клуб «Сентраль» (современный «Сентраль Эспаньол»).

## Биография
Родился Венансио Бартибас 18 мая 1906 года в районе Монтевидео Палермо, выступал за «Сентраль» в 1926—1928 годах. Венансио отличался отточенной техникой, но в то же время использовал для игры почти исключительно левую ногу. Благодаря высокому росту (190 см) успешно действовал в борьбе в воздухе.
Параллельно с выступлениями за футбольную команду работал также электриком. После смерти брата, Хуана Леона Бартибаса, в благодарность футбольному клубу «Насьональ» за организацио похорон, Венансио провёл 1 сезон в этой команде в 1929 году, после чего вернулся в «Сентраль». Бартибас выступал за команду в 1932 году, когда в уругвайском футболе был введён профессионализм.
В 1927 году Бартибас поехал вместе со сборной в Перу на чемпионат Южной Америки. Сборная Уругвая заняла на турнире в Лиме второе место вслед за аргентинцами, но сам Бартибас оставался резервным игроком. Этот турнир был отборочным на Олимпиаду в Амстердаме. В 1928 году Бартибас тоже был включён в заявку на Олимпийские игры и не сыграв ни одного матча на турнире, получил золотую медаль. Примечательно, что на тот момент Бартибас представлял клуб Второго дивизиона — «Сентраль» вылетел из Примеры по итогам 1927 года.
Завершил карьеру футболиста Бартибас в 1938 году.

## Титулы
- Олимпийский чемпион: 1928
- Вице-чемпион Южной Америки: 1927
- Чемпион Уругвая во Втором дивизионе: 1928